# 若林 (松原市)
若林（わかばやし）は、大阪府松原市の地名。現行行政地名は若林一丁目及び若林二丁目。平成6年（1994年）に住居表示を実施。
松原市の北東部、大和川に接する古くからの住宅地。遠里小野などと同様、大和川の付け替えにより旧村域が分断された歴史を持つ。

## 歴史
令制国一覧 > 畿内 > 河内国 > 丹北郡 > 若林村

日本 > 近畿地方 > 大阪府 > 中河内郡 > 恵我村 >  若林

日本 > 近畿地方 > 大阪府 > 松原市 >  若林町 （昭和30年 - 平成6年）
二丁目の藤井寺市境付近で弥生時代から平安時代にかけての複合遺跡である若林遺跡が発見されている。掘立柱建物跡などの遺構や土器が出土している。
当地の北、大和川を挟んだ八尾市若林町あたりでは弥生時代後期から鎌倉時代にかけての複合遺跡である八尾南遺跡が発見されている。
伏見宮貞成親王書状案（年不詳）に、「天王寺妙厳院領河州若林庄」が代官に押領されたという訴えを受けて貞成親王が畠山満則に代官の狼藉を止めさせるよう要請している旨が記載されており、室町時代に"若林荘"（若林庄）が存在したとされる。
戦国時代になると当地は畠山氏攻略の前線基地とされ、たびたび戦乱に巻き込まれている。明応2年（1493年）、10代将軍足利義稙・畠山政長らが高屋城に居る畠山基家を討つため、正覚寺（大阪市平野区）に陣を置き、その中間に位置する若林は前線基地となった。天文16年（1547年）に高屋城の畠山政国を攻撃するため、三好長慶の軍勢が若林に陣を敷いた。翌年に三好・畠山両軍は和睦し、若林の陣も解かれた（細川両家記）。
江戸時代の大和川付け替えに際し、当地域の中心を新流路が貫くこととなり、若林村を含め新流路にあたる村々は反対したが、宝永元年（1704年）に工事が行われ、村域は南側の集落、北側の耕作地に分断された。集落に住む住民は大和川を渡って耕作を行うこととなり不便を強いられた。中には北側へ住居を移す者も出、出郷とよばれた。
明治22年（1889年）に恵我村の大字となる。昭和30年（1955年）に松原市制施行に伴い、若林町となる。昭和39年（1964年）に大和川以北の北若林地区が八尾市に編入される。

## 地理
地域は近代以前からの農村集落だったが、現在もそのころの面影を留める。昭和47年（1972年）ごろから日本最大規模のごみ焼却工場を当地（2丁目）に建設する計画があるが住民の反対で進展していない。

### 河川

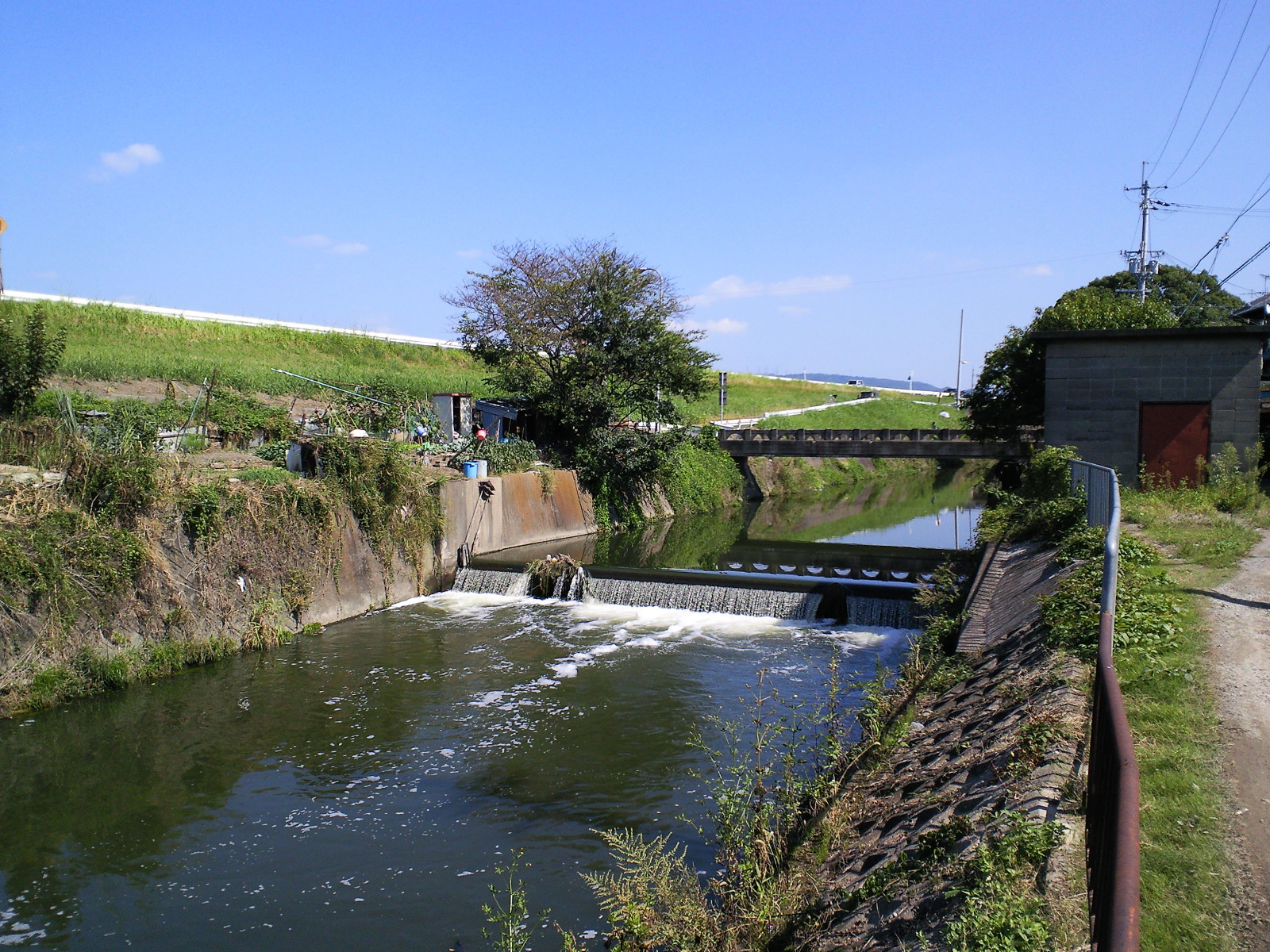
大堀5丁目 - 若林1丁目付近の落堀川

- 大和川
  - 落堀川 （大和川の二次支流）

## 世帯数と人口
2020年（令和2年）5月31日現在（松原市発表）の世帯数と人口は以下の通りである。
| 丁目       | 世帯数  | 人口  |
| ---------- | ------- | ----- |
| 若林一丁目 | 135世帯 | 299人 |
| 若林二丁目 | 0世帯   | 0人   |
| 計         | 135世帯 | 299人 |

### 人口の変遷
国勢調査による人口の推移。
| 1995年（平成7年）  | 361人 | [ 8 ]  |  |
| 2000年（平成12年） | 337人 | [ 9 ]  |  |
| 2005年（平成17年） | 319人 | [ 10 ] |  |
| 2010年（平成22年） | 293人 | [ 11 ] |  |
| 2015年（平成27年） | 304人 | [ 12 ] |  |

### 世帯数の変遷
国勢調査による世帯数の推移。
| 1995年（平成7年）  | 98世帯  | [ 8 ]  |  |
| 2000年（平成12年） | 96世帯  | [ 9 ]  |  |
| 2005年（平成17年） | 108世帯 | [ 10 ] |  |
| 2010年（平成22年） | 98世帯  | [ 11 ] |  |
| 2015年（平成27年） | 121世帯 | [ 12 ] |  |

## 事業所
2016年（平成28年）現在の経済センサス調査による事業所数と従業員数は以下の通りである。
| 丁目       | 事業所数 | 従業員数 |
| ---------- | -------- | -------- |
| 若林一丁目 | 13事業所 | 50人     |

## 交通

### 主要道路
- 大阪府道186号大阪羽曳野線

※2丁目の南際を西名阪自動車道がかすめ通る。

## その他

### 日本郵便
- 郵便番号 : 580-0001[3]（集配局：松原郵便局[14]）。

## 脚註
1. ↑  “大阪府松原市の町丁・字一覧”.   人口統計ラボ. 2020年6月3日閲覧。
2. 1 2  “町丁目別人口 令和2(2020)年度”.   松原市 (2020年6月1日). 2020年6月3日閲覧。
3. 1 2  “若林の郵便番号”.  日本郵便. 2019年8月15日閲覧。
4. ↑  “市外局番の一覧”.   総務省. 2019年6月24日閲覧。
5. ↑  若林遺跡 - 松原市
6. ↑  82 大和川改流と若林遺跡 - 松原市
7. ↑  昭和時代中頃まで「こんにゃく橋」と呼ばれた歩行者専用の浮沈橋があった。（『河内どんこう』62号 2頁）
8. 1 2  “平成7年国勢調査の調査結果(e-Stat) - 男女別人口及び世帯数 －町丁・字等”.   総務省統計局 (2014年3月28日). 2019年8月16日閲覧。
9. 1 2  “平成12年国勢調査の調査結果(e-Stat) - 男女別人口及び世帯数 －町丁・字等”.   総務省統計局 (2014年5月30日). 2019年8月16日閲覧。
10. 1 2  “平成17年国勢調査の調査結果(e-Stat) - 男女別人口及び世帯数 －町丁・字等”.   総務省統計局 (2014年6月27日). 2019年8月16日閲覧。
11. 1 2  “平成22年国勢調査の調査結果(e-Stat) - 男女別人口及び世帯数 －町丁・字等”.   総務省統計局 (2012年1月20日). 2019年8月16日閲覧。
12. 1 2  “平成27年国勢調査の調査結果(e-Stat) - 男女別人口及び世帯数 －町丁・字等”.   総務省統計局 (2017年1月27日). 2019年8月16日閲覧。
13. ↑  “平成28年経済センサス－活動調査 / 事業所に関する集計 産業横断的集計 都道府県別結果”.   総務省統計局 (2018年6月28日). 2019年10月23日閲覧。
14. ↑  “郵便番号簿 2019年度版” (PDF).   日本郵便. 2019年11月4日閲覧。